# ジョアン・アルナウ
ジョアン・アルナウ (カタルーニャ語：Joan Arnau、1603年 - 1693年) はカタルーニャの画家。スペイン黄金世紀の人物である。
宗教画で知られ、アントニオ・パロミーノやフアン・アグスティン・セアン・ペルムーデスなどの同時代の画家や美術史家の著書に言及されたが、現在多くの作品は失われている。

## 経歴
画家としての最初の記録は1631年、めっき職人としてバルセロナの聖ルカ大学に入学した時である。その後マドリードでエウヘニオ・カシェスから絵画を習った。
1634年にはリナーズ・デル・ヴァレスの聖エステバン・デル・コル教会の祭壇画を描き（スペイン内戦で焼失）、1636年には、画商のペレ・ミケル・ポマールと、9か月間で64点の宗教画（現存せず）を制作する契約を結んだ。

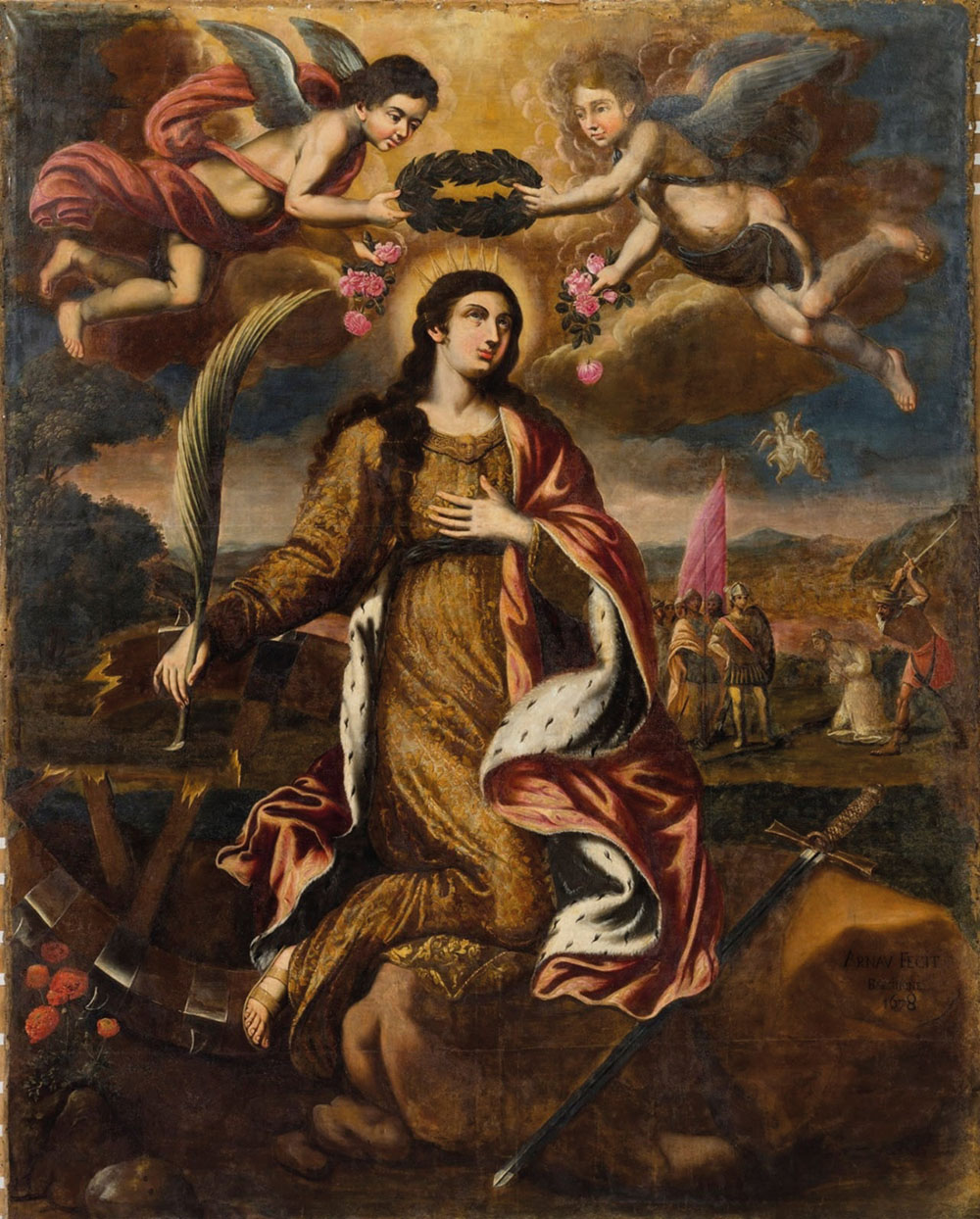
『聖カタリナ』（ジローナ大聖堂）

1640年に勃発したカタルーニャ反乱の影響による約15年間の空白期間を経て、同世紀後半から活動を再開し、バルセロナ市庁舎（百名の評議会）から依頼された無原罪懐胎の絵画を描き、1673年にもラ・ポブラ・ダ・ムントゥルネス教区教会に同じ題材の絵画を描いている。1678年にはジローナ大聖堂に聖カタリナ像を描き、1680年にはビラスサー城の祭壇画と、サン・フアン・デ・ラス・アバデセス修道院の6点の壁龕絵画（現在はロス・ドロレス教会に移設）を手がけた。
はじめに述べたとおり、アルナウの現存する作品は少なく、たとえばパロミーノが自著で言及した作品はすべて失われている。のちの研究で、1653年にもフェリペ4世の庶子で貴族のフアン・ホセ・デ・アウストリアから肖像画制作の依頼を受けていた可能性が示唆されている。
私生活では三度の結婚歴があり、三番目の妻であるマグダレナ・マルティとの間に生まれた息子のマヌエル・アルナウは画家になった。